# Kachf al-asrâr
Kachf al-asrâr (dévoilement des secrets, en persan : کشف الاسرار) est le premier ouvrage écrit en 1943 par Rouhollah Khomeini, le fondateur de la République islamique d'Iran.  Khomeini a écrit ce livre pour répondre aux questions et aux critiques soulevées dans un pamphlet de 1943 intitulé Les Secrets des Mille Ans par Ali Akbar Hakimzadeh. Hakimzadeh a abandonné les études cléricales au séminaire de Qom et, au milieu des années 1930, a publié un journal moderniste intitulé Humayun qui prônait la réforme de l'islam.

## Contenu
Ruhollah Khomeini a écrit Kashf al-Asrar pour répondre aux questions sur la crédibilité des croyances islamiques et chiites qui ont été lancées dans une brochure intitulée Les Secrets des Mille Ans, rédigée par Ali Akbar Hakimzadeh. Dans ce livre il révèle les complots du colonialisme contre le monde musulman, et lève le voile sur le rôle de traître que joue le Reza Chah en Iran et cela malgré le climat d’oppression qui régnait alors.